# Talis cashmirensis
Talis cashmirensis là một loài bướm đêm trong họ Crambidae , được mô tả lần đầu tiên bởi George Hampson vào năm 1919. Loài này được ghi nhận phân bố chủ yếu tại khu vực Kashmir, vùng núi phía bắc tiểu lục địa Ấn Độ.
Loài bướm này thuộc chi Talis, nhóm bướm đêm có đặc điểm nổi bật là cánh trước hẹp, dài, thường có các vệt màu và hoa văn giúp ngụy trang tốt trong môi trường cỏ khô hoặc đá sỏi nơi chúng sinh sống.
Hiện chưa có nhiều tài liệu nghiên cứu sâu về sinh học, tập tính hay chu kỳ phát triển của Talis cashmirensis, và cần thêm các nghiên cứu thực địa để xác định rõ phạm vi phân bố và tình trạng bảo tồn của loài. 